# ضمانت اجرا
ضمانت اجرا (به انگلیسی: Performance Bond) در قراردادهای اقتصادی، ضمانت‌نامه‌ای به شکل اوراق قرضه است که توسط بانک یا شرکت بیمه صادر می‌شود و بر آن مبنا، به‌اتمام رسیدن پروژه توسط شرکت طرف قرارداد به طرف مناقصه‌کننده به نوعی تضمین می‌شود.
در مناقصه‌های بین‌المللی معمولاً ضمانت اجرا، ۵ تا ۱۰ درصد کل رقم قرارداد را دربر می‌گیرد.